# John Hunter (chirurg)

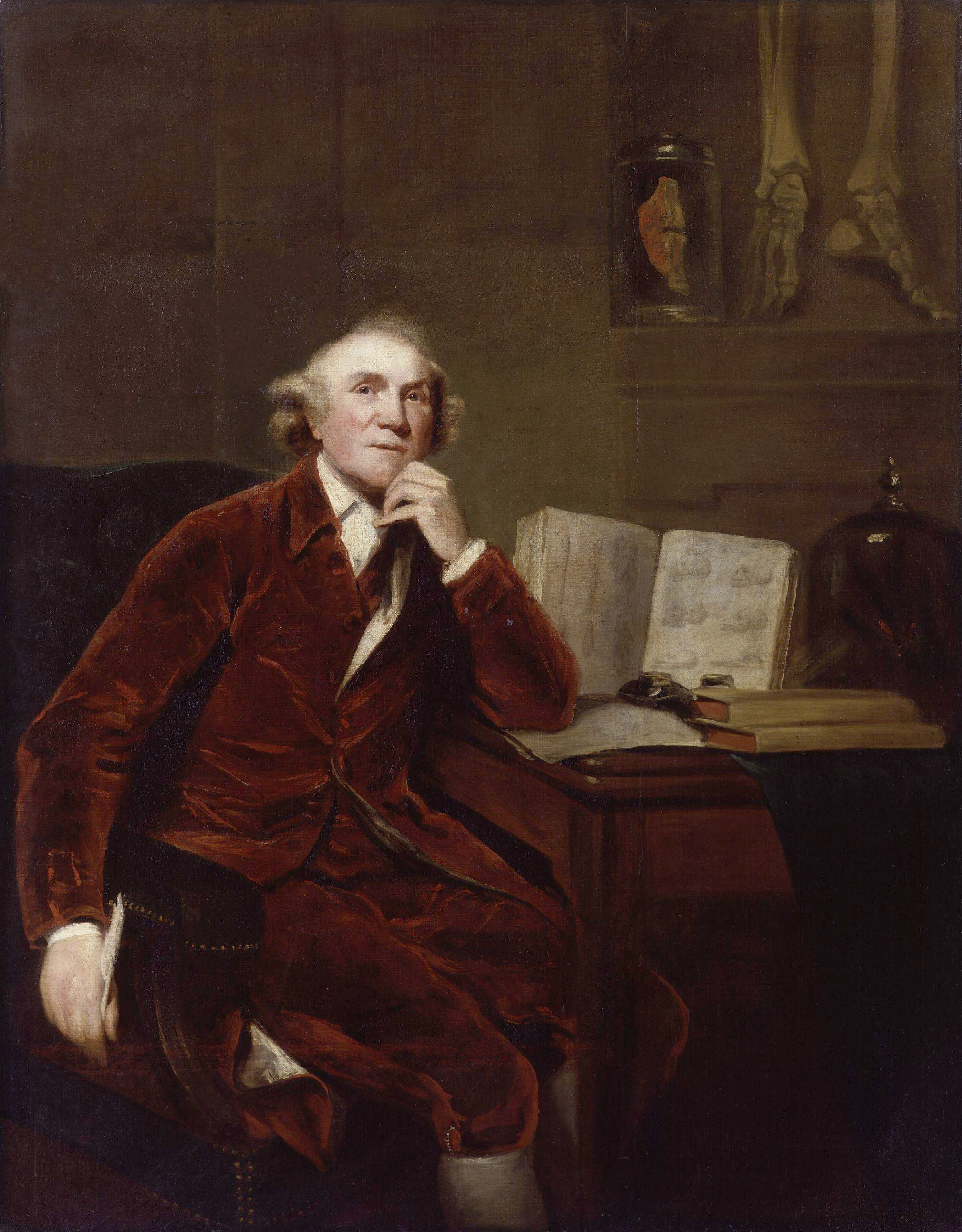
John Hunter

John Hunter FRS (13 februari 1728 – 16 oktober 1793) was een Schots chirurg, die bekendheid geniet als een van de meest vooraanstaande medisch wetenschappers van zijn tijd. Hij was een vroege voorstander van zorgvuldig observeren en het hanteren van wetenschappelijke methodes bij het uitvoeren van de medische praktijk.

## Biografie
Hunter werd in 1728 in East Kilbride, zuidelijk Schotland, geboren als jongste van tien kinderen. In zijn jeugd gaf hij weinig blijk van medische of andere interesses en hij werkte enige tijd als meubelmaker bij een zwager. In 1748 trad hij in dienst bij zijn oudere broer William, die reeds een vermaard anatoom was. John assisteerde William bij ontledingen en leidde al snel zelf het praktijkonderwijs. Hij kreeg onderwijs van de chirurgen en anatomen William Cheselden, Percivall Pott en Marie Marguerite Bihéron in verscheidene Londense ziekenhuizen. In 1756 verkreeg Hunter een aanstelling als Assistant Surgeon aan het St George's Hospital en vanaf 1768 mocht hij de titel Chirurg voeren.
Van 1760 tot 1763 werkte Hunter als arts en chirurg voor het leger, waarbij hij deelnam aan expedities naar het Franse Belle-Île en Portugal in het kader van de Zevenjarige Oorlog (1756-1763). Hunter was een tegenstander van het toentertijd gangbare verwijden van schotwonden. Tijdens ingrepen vergrootten de chirurgen deze verwondingen om buskruitresten makkelijker te kunnen verwijderen. In theorie was dit een goede behandeling, maar de hygiënische omstandigheden leidden in deze tijd vaak tot infecties. Hunter beoefende het verwijden uitsluitend als voorbereiding voor aanvullende ingrepen, zoals het uitnemen van botsplinters.
Na zijn vertrek bij het leger werkte Hunter vijf jaar samen met de Londense tandarts James Spence, met wie hij onder meer tandtransplantaties uitvoerde. In 1764 startte Hunter zijn eigen anatomische school en een artsenpraktijk. In 1765 kocht hij een huis in de wijk Earls Court. Op het land eromheen hield hij onder meer zebra's, Aziatische buffels en berggeiten. Na overlijden van een dier conserveerde hij het skelet voor anatomisch onderzoek. In 1767 werd Hunter toegelaten tot de prestigieuze Royal Society, de Britse academie van wetenschappen. Hij gold toen mede als expert op het gebied van geslachtsziekten.
In 1768 kreeg Hunter een aanstelling als chirurg bij het St Georges Hospital, waarna hij toegelaten werd tot de Company of Surgeons. In 1776 werd hij benoemd tot hofarts van koning George III.  In 1783 verhuisde Hunter naar een grotere woning om plaats te scheppen voor zijn groeiende collectie van rond de 14.000 preparaten van planten en dieren. Drie jaar later werd hij benoemd tot adjunct-chirurg van het Britse leger en in 1786 werd hem de Copley Medal toegekend, de belangrijkste wetenschapsprijs van de Royal Society.
In 1790 werd Hunter benoemd tot Surgeon General. In die functie voerde hij veranderingen door met betrekking tot de wijze waarop legerchirurgen werden aangesteld. Daarbij werd een systeem van patronage verlaten voor benoemingen op basis van persoonlijke kwaliteiten.
Hunter overleed in 1793 aan een hartstilstand.

## Persoonlijk
In 1771 trouwde Hunter met Anne Home, dochter van Robert Boyne Home en zuster van de chirurg Sir Everard Home. Zij kregen vier kinderen, van wie er twee overleden vóór het zesde levensjaar.

## Nalatenschap
In 1799 kocht de regering de boeken, aantekeningen en preparaten uit Hunters nalatenschap. Deze collectie bevindt zich thans in het naar Hunter genoemde Hunterian Museum van het Royal College of Surgeons in Londen.

### Medische wetenschap
Tot Hunters wetenschappelijke nalatenschap behoren inzichten op de terreinen tandheelkunde, geslachtsziekten, groei van menselijke botten, ontstekingen, spijsvertering, rol en werking van het lymfevatenstelsel en de scheiding tussen de foetale bloedsomloop en die van de moeder.
In 1819 werd de Hunterian Society opgericht, een naar Hunter genoemde vereniging van artsen en tandartsen in Londen.